# Roger Fossé
Pour les articles homonymes, voir Fossé.
Roger Fossé, né le 23 septembre 1920 à Pavilly (Seine-Inférieure) et mort le 19 décembre 1996 à Saint-Hellier (Seine-Maritime), est un homme politique français.

## Biographie
Roger Fossé naît dans une famille ouvrière. Il se forme au métier d'agent au sein d'une compagnie d'assurances.
Résistant pendant la guerre, il est arrêté par la Gestapo à Rouen le 7 juillet 1943. Il est interné au camp de Royallieu puis déporté au camp de Buchenwald. Il travaille dans les mines de sel du camp de Wansleben. Il survit à la marche vers Torgau et, le 11 mai 1945, il est rapatrié en France.
Il adhère au Rassemblement du peuple français (RPF) créé par de Gaulle. En novembre 1962, il est élu député dans la huitième circonscription de la Seine-Maritime.
Il est signataire de l'« appel des 43 » en faveur d'une candidature de Valéry Giscard d'Estaing à l'élection présidentielle de 1974.
Il est victime d'un accident de la route dans la nuit du 30 au 31 mars 1988 d'où il ressort gravement blessé. Sa carrière n'est pas interrompue pour autant.
Il meurt le 19 décembre 1996.
Une voie importante d'Auffay, dont il a été maire de 1965 à 1995, porte son nom.

## Distinctions
- Commandeur de la Légion d'honneur
- Médaille commémorative française de la guerre 1939-1945
- Croix de guerre 1939-1945, palme de bronze
- Croix du combattant volontaire de la Résistance
- Chevalier de l'ordre des Palmes académiques

## Synthèse des fonctions et des mandats
Mandats locaux
- 1963 - 1965 : Conseiller municipal puis maire-adjoint d'Auffay
- 1965 - 1971 : Maire d'Auffay
- 1971 - 1977 : Maire d'Auffay
- 1977 - 1983 : Maire d'Auffay
- 1983 - 1989 : Maire d'Auffay
- 1989 - 1995 : Maire d'Auffay
- 1995 - 19 décembre 1996 : Maire d'Auffay
- 1973 - 1982 : Conseiller régional de Haute-Normandie et vice-président de 1975 jusqu'en 1982
- 1982 - 1986 : Président du conseil régional de Haute-Normandie
- 1986 - 1992 : Président du conseil régional de Haute-Normandie

Mandats parlementaires
- Député de la 8e circonscription de la Seine-Maritime
25 novembre 1962 - 2 avril 1967
12 mars 1967 - 30 mai 1968
23 juin 1968 - 1er avril 1973
11 mars 1973 - 2 avril 1978
19 mars 1978 - 22 mai 1981
14 juin 1981 - 1er avril 1986
- 28 septembre 1986 - 14 mai 1988 : Député de la Seine-Maritime
- 23 février 1993 - 24 septembre 1995 : Sénateur de la Seine-Maritime